# 马里约
马里约（法語：Marieux，法語發音：[maʁjø]）是法国上法蘭西大區索姆省的一个市镇，属于亚眠区。

## 地理
马里约（50°6'21"N, 2°26'35"E）面积4.07 平方千米，位于法国上法蘭西大區索姆省，该省份为法国北部沿海省份，北起加来海峡省和北部省，西接滨海塞纳省和大西洋英吉利海峡，南至瓦兹省，东临埃纳省。
与马里约接壤的市镇（或旧市镇、城区）包括：萨尔通、阿尔凯沃、博凯讷、兰舍瓦勒、蒂耶夫尔、沃谢勒莱索蒂。

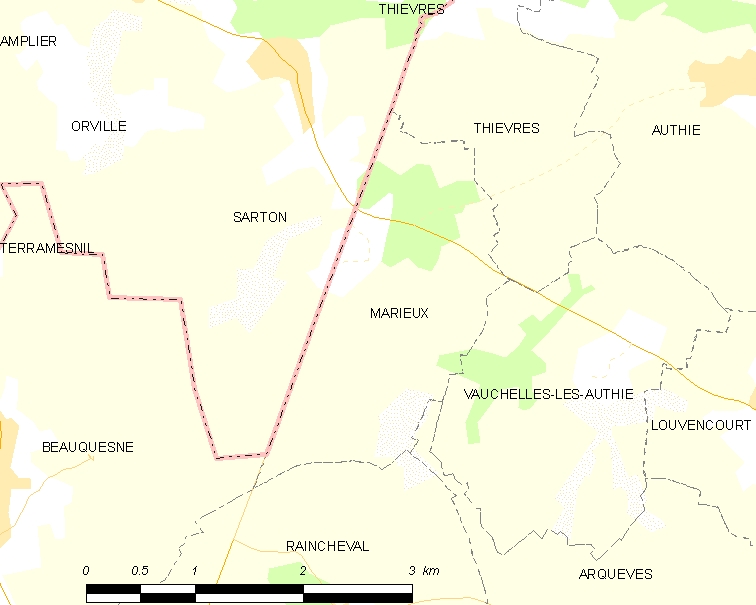
马里约的OSM定位图

马里约的时区为UTC+01:00、UTC+02:00（夏令时）。

## 行政
马里约的邮政编码为80560，INSEE市镇编码为80514。

## 政治
马里约所属的省级选区为阿尔贝县。

## 人口

1962-2008年间马里约人口变化图示

马里约于2022年1月1日时的人口数量为130人。